# 1899 dans les chemins de fer
Chronologie des chemins de fer
1898 dans les chemins de fer - 1899 - 1900 dans les chemins de fer

## Évènements
- Mise en service de la gare de Mulhouse-Nord.

### Mars
- 1er mars. France : mise en service à Nice de la jonction entre la gare du Sud (Compagnie des chemins de fer du Sud de la France) et la gare PLM

### Juin
- 3 juin 1899 : mise en service du Tramway de Béthune à Estaires.

### Septembre
- 1er septembre. France : mise en service du tronçon Berck-Ville - Berck-Plage de la ligne Aire-sur-la-Lys - Berck-Plage.
- 13 septembre. France : mise en service du tramway Moûtiers-Salins–Brides-les-Bains.

## Statistiques
- France continentale : 46 180 km de voies ferrées, chemins de fer d'intérêt général et local, chemins de fer industriels et tramways, sont en exploitation[1].